# Liste der Biografien/Rott
Liste der Biografien |
Portal Biografien |
Personensuche
# |
A |
B |
C |
D |
E |
F |
G |
H |
I |
J |
K |
L |
M |
N |
O |
P |
Q |
R |
S |
T |
U |
V |
W |
X |
Y |
Z |
?
 
Ra |
Rb |
Rd |
Re |
Rh |
Ri |
Rj |
Rk |
Rl |
Rm |
Rn |
Ro |
Rr |
Rs |
Rt |
Ru |
Rv |
Rw |
Rx |
Ry |
Rz
 
Roa |
Rob |
Roc |
Rod |
Roe |
Rof |
Rog |
Roh |
Roi |
Roj |
Rok |
Rol |
Rom |
Ron |
Roo |
Rop |
Roq |
Ror |
Ros |
Rot |
Rou |
Rov |
Row |
Rox |
Roy |
Roz 
 
Rota |
Rotb |
Rotc |
Rote |
Rotf |
Rotg |
Roth |
Roti |
Rotk |
Rotl |
Rotm |
Roto |
Rotp |
Rotr |
Rots |
Rott |
Rotu |
Rotw |
Roty |
Rotz 
Die Liste der Biografien führt alle Personen auf, die in der deutschsprachigen Wikipedia einen Artikel haben. Dieses ist eine Teilliste mit 275 Einträgen von Personen, deren Namen mit den Buchstaben „Rott“ beginnt.

## Rott
- Rott, Adolf (1905–1982), deutscher Theaterregisseur, -intendant, -leiter und -manager
- Rott, Armin (* 1969), österreichischer Wirtschaftswissenschaftler und Hochschullehrer in Deutschland
- Rott, David (* 1977), deutscher SchauspielerDavid Rott (* 1977)

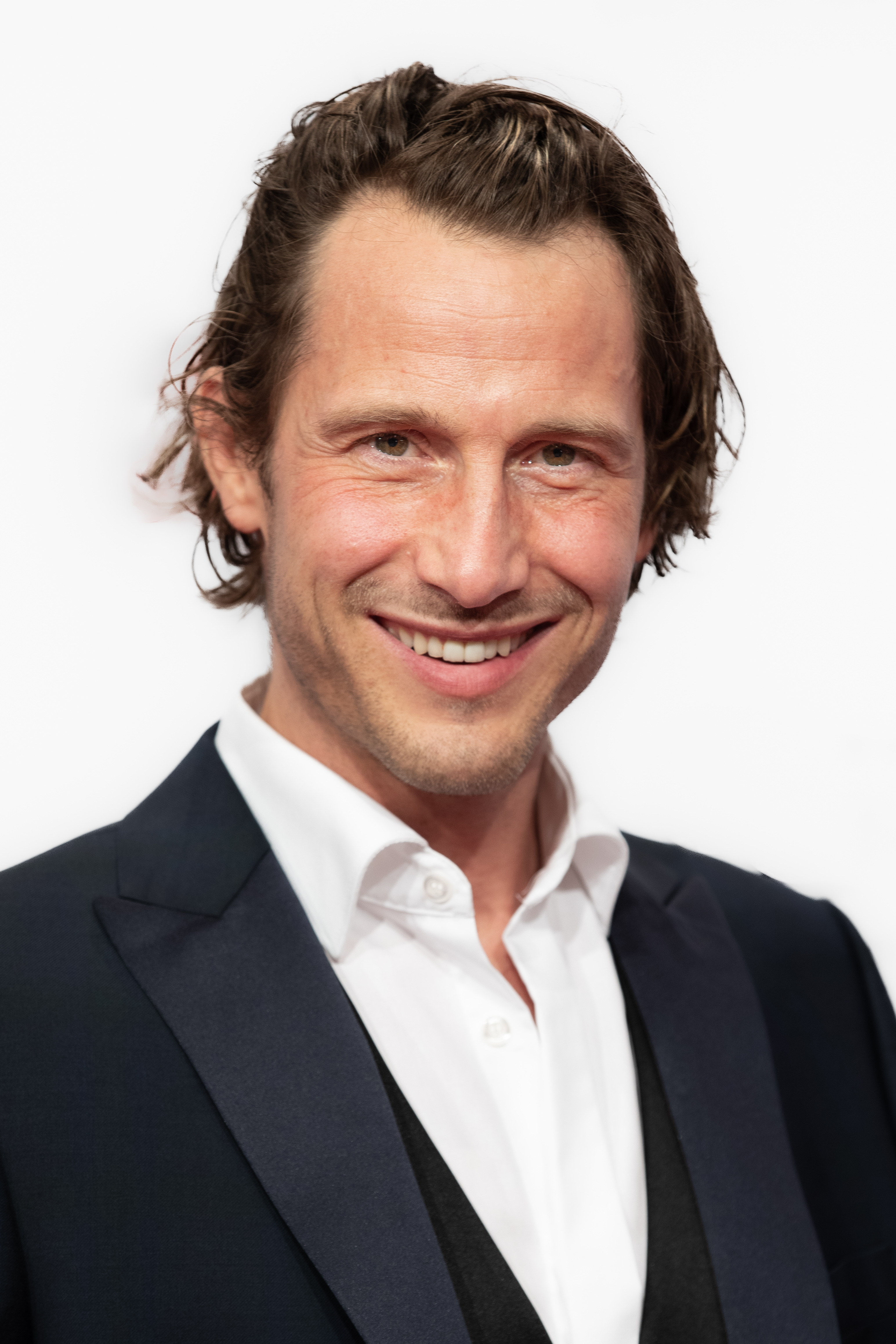
David Rott (* 1977)

- Rott, Edina (* 1971), ungarische Handballspielerin
- Rott, Eiko (* 1970), deutscher Hockeyspieler
- Rott, Emma (1847–1904), Schweizer Lehrerin und Redaktorin
- Rott, Fritz (1878–1959), deutscher Pädiater, Sozialmediziner und Hochschullehrer
- Rott, Fritz (* 1959), deutscher Synchronsprecher und Dialogbuchautor
- Rott, Hans (1858–1884), österreichischer Komponist und Organist
- Rott, Hans (1876–1942), deutscher Historiker, vor allem Kunsthistoriker
- Rott, Hans (1886–1962), österreichischer Politiker (CSP, VF), Landtagsabgeordneter, Mitglied des Bundesrates
- Rott, Hans (* 1959), deutscher Philosoph und Hochschullehrer
- Rott, Joseph (1821–1897), deutscher Pädagoge und Fachautor
- Rott, Karl Mathias (1807–1876), österreichischer Komiker
- Rott, Klaus (* 1941), österreichischer Schauspieler
- Rott, Konrad († 1610), Augsburger Kaufmann und Spekulant
- Rott, Ladislav (1851–1906), tschechischer Unternehmer
- Rott, Matthias (* 1974), deutscher Schauspieler
- Rott, Max (* 1863), österreichischer Komiker und Coupletsänger
- Rott, Maximilian (1903–1957), deutscher Kaufmann und Schriftsteller
- Rott, Michael (1898–1947), deutscher Politiker (CDU), MdL
- Rott, Moritz (1796–1867), Theaterschauspieler und -regisseur
- Rott, Nikolaus (1917–2006), ungarisch-US-amerikanischer Aerodynamiker und Hochschullehrer
- Rott, Oldřich (* 1951), tschechischer Fußballspieler
- Rott, Peter (* 1968), deutscher Rechtswissenschaftler
- Rott, Rebecca (* 2004), deutsche Handballspielerin
- Rott, Renate (1937–2025), deutsche Sozialwissenschaftlerin und Hochschullehrerin
- Rott, Rudolf (1926–2003), deutscher Virologe
- Rott, Wilfried (1943–2011), österreichisch-deutscher Fernsehmoderator und Kulturjournalist
- Rott, Wilhelm (1908–1967), deutscher Theologe, Widerstandskämpfer und Pfarrer
- Rott, Wolfgang (* 1946), deutscher Hockeyspieler
- Rott, Yannick (* 1974), französischer Fußballspieler
- Rott-Otte, Jeanette (* 1945), deutsche Politikerin (SPD), MdL

### Rotta
- Rotta, Angelo (1872–1965), italienischer Apostolischer Nuntius in Budapest am Ende des Zweiten Weltkriegs
- Rotta, Antonio (1495–1549), italienischer Lautenist und Komponist
- Rotta, Antonio (1828–1903), italienischer Genremaler
- Rotta, Hans (1921–2008), deutscher Verleger, Herausgeber, Redakteur und Biologe
- Rotta, Linde (* 1937), deutsche Schriftstellerin
- Rotta, Rudy (1950–2017), italienischer Blues-Gitarrist
- Rottal, Barbara von († 1550), österreichische Adelige, wahrscheinlich außereheliche Tochter von Kaiser Maximilian I.
- Rottal, Johann von (1605–1674), mährischer Adliger
- Rottaler, Stephan († 1533), deutscher Bildhauer
- Rottaris, Mario (* 1968), Schweizer Eishockeyspieler
- Rottas, Ray (1927–2011), US-amerikanischer Offizier, Fluglehrer und Politiker
- Rottauscher von Malata, Alfred (1888–1926), österreichischer Beamter und Schriftsteller
- Rottauscher von Malata, Karl (1812–1896), österreichischer Offizier und Militärhistoriker
- Rottauscher von Malata, Maximilian (1846–1921), österreichischer Marineoffizier
- Rottauscher, Anna von (1892–1970), österreichische Sinologin, Übersetzerin und Grafikerin

### Rottc
- Röttcher, Fritz (1879–1946), deutscher Pazifist, Verleger und Publizist
- Röttcher, Hugo (1878–1942), deutscher Architekt und Baubeamter

### Rotte
- Rotte, Alexander (* 1989), deutscher Skeletonpilot
- Rotte, Carl (1862–1910), deutscher Maler der Münchner Schule
- Rotte, Gustav Martin Adolf (1830–1895), preußischer Generalmajor
- Rotte, Karl-Heinz (1933–2021), deutscher Radiologe
- Rotte, Karsten (1929–1997), deutscher Mediziner
- Rotte, Ralph (* 1968), deutscher Politologe und Hochschullehrer
- Rotteck, Gustav von (1822–1893), deutscher Verwaltungsbeamter, Richter und Parlamentarier
- Rotteck, Hermann von (1816–1845), deutscher Historiker
- Rotteck, Hermann von (1845–1919), badischer Oberamtmann und Verwaltungsgerichtsrat
- Rotteck, Joseph von (1806–1884), deutscher Politiker und Freiburger Bürgermeister
- Rotteck, Karl von (1775–1840), deutscher Historiker und PolitikerKarl von Rotteck (1775–1840)

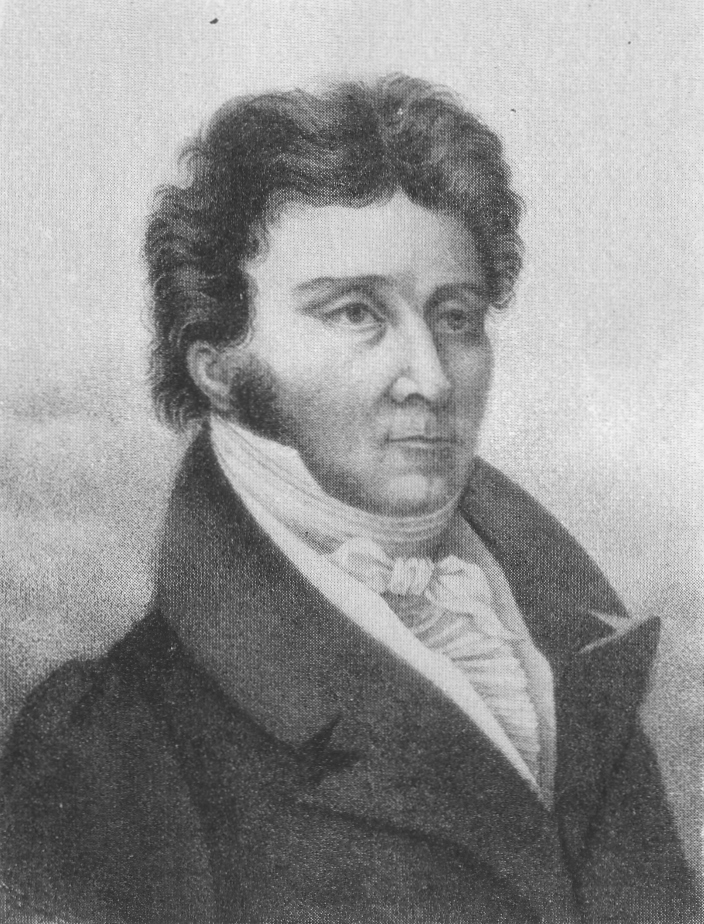
Karl von Rotteck (1775–1840)

- Rotteck, Karl von junior (1806–1898), Radikaldemokrat und Republikaner in Freiburg
- Rötteken, Carl (1831–1900), deutscher Landschaftsmaler und Zeichenlehrer
- Rötteken, Ernst (1882–1945), deutscher Künstler, Landschaftsmaler und Grafiker
- Röttel, Franz (1871–1924), österreichisch-tschechoslowakischer Politiker
- Röttel, Johann, Bischof von Brixen
- Röttel, Karl (1939–2020), deutscher Lehrer, Heimatforscher und Grenzsteinforscher
- Rötteln, Walther von, Bischof von Basel
- Rottels, Franz Josef (1812–1890), deutscher Reichsgerichtsrat
- Rottels, Johann Theodor (1799–1882), deutscher Philosoph und Pädagoge
- Rottembourg, Henri (1769–1857), französischer Divisionsgeneral
- Rotten, Bonnie (* 1993), US-amerikanisches Fotomodell, Pornodarstellerin und -regisseurinBonnie Rotten (* 1993)

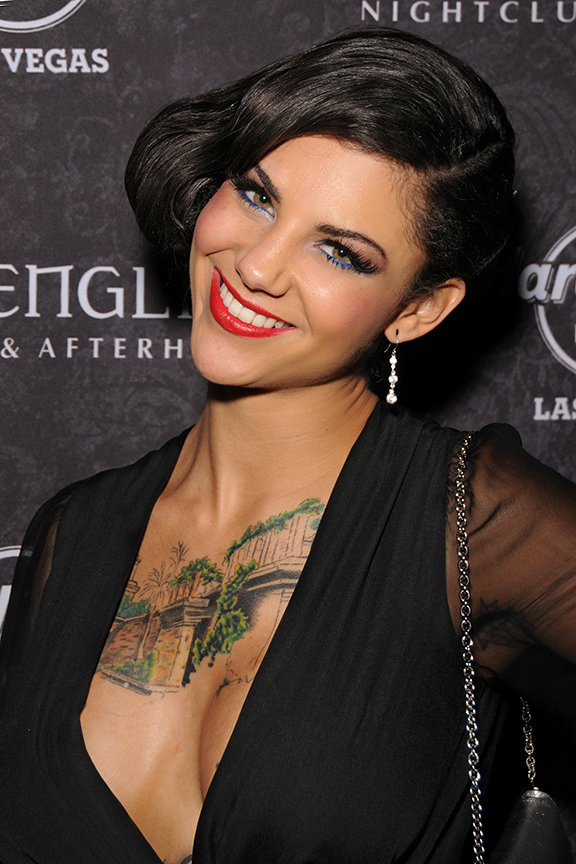
Bonnie Rotten (* 1993)

- Rotten, Dave, spanischer Death-Metal-Sänger und Musiklabel-Besitzer
- Rotten, Elisabeth (1882–1964), Reformpädagogin und Friedensaktivistin
- Rotten, Rob (* 1981), US-amerikanischer Pornodarsteller und -regisseur
- Rottenaicher, Alois (* 1953), deutscher Dirigent
- Rottenbacher, Susanne (* 1969), deutsche Künstlerin
- Rottenberg, Ena (1893–1952), ungarisch-österreichische Kunsthandwerkerin, Keramikerin und Zeichnerin
- Rottenberg, Josepha Dominica von (1676–1738), Priorin
- Rottenberg, Ludwig (1864–1932), österreichisch-deutscher Komponist und Dirigent
- Rottenberg, Mika (* 1976), argentinische Installations- und Videokünstlerin
- Rottenberg, Silke (* 1972), deutsche FußballtorhüterinSilke Rottenberg (* 1972)

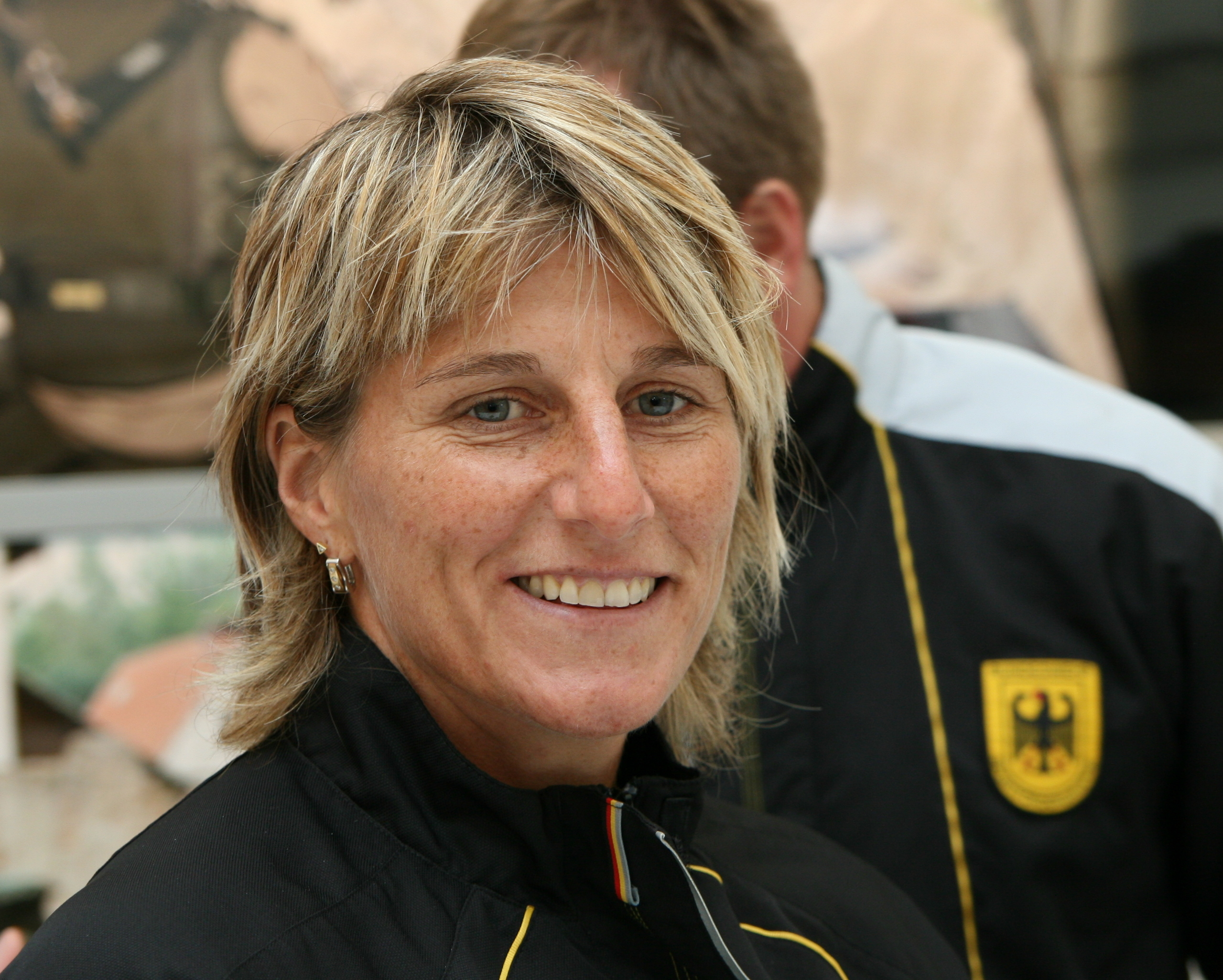
Silke Rottenberg (* 1972)

- Rottenberg, Thomas (* 1969), österreichischer Journalist, Autor und Moderator
- Rottenberger, Adolf (1878–1945), deutscher Geschäftsmann und politischer Funktionär (NSDAP)
- Rottenberger, Friedrich Leo von (1872–1938), österreichischer Fachmann für Gartenbau
- Rottenberger, Georg (* 1894), deutscher Fußballspieler
- Rottenberger, Heinrich (1899–1956), deutscher Politiker (SPD), MdL Bayern
- Rottenburg, Francis de (1757–1832), britischer General und Militärschriftsteller deutsch-polnischer Herkunft
- Rottenburg, Franz Johannes von (1845–1907), preußischer Jurist und Politiker
- Rottenburg, Heinrich VI. von († 1411), Hauptmann an der Etsch und Burggraf auf Schloss Tirol
- Rottenburg, Karl Wilhelm Sigismund von (1777–1837), preußischer Generalleutnant, Kommandant von Wesel
- Rottenburg, Vanessa (* 1985), deutsch-amerikanische Schauspielerin
- Rottendorf, Andreas J. (1897–1971), deutscher Schriftsteller und Unternehmer
- Rottendorff, Bernhard (1594–1671), deutscher Arzt, Humanist und Universalgelehrter
- Rottenfluc, René (1900–1962), französischer Ringer
- Rottenfußer, Roland (* 1963), deutscher Journalist und Autor
- Rottengruber, Hermann (* 1968), deutscher Maschinenbauingenieur
- Rottenhammer, Johannes (1564–1625), deutscher Maler (Barock)
- Rottenhan, Heinrich Franz von (1738–1809), Besitzer der Herrschaft Rothenhaus im böhmischen Erzgebirge
- Rottenhan, Johann Alexander von (1710–1791), Großgrundbesitzer und Förderer der wirtschaftlichen Entwicklung im Westböhmen
- Rottenhöfer, Johann (1806–1872), deutscher Haushofmeister und Koch
- Rottenhofer, Marion (* 1966), österreichische Schauspielerin
- Rottenkolber, Gregor II. (1750–1810), letzter Abt von Tegernsee
- Rottenkolber, Josef (1890–1970), deutscher Historiker
- Rottenschlager, Karl (* 1946), österreichischer Sozialarbeiter und Publizist
- Rottenstein, Johann Baptist (* 1832), deutscher Zahnmediziner
- Rottensteiner, Alois (1850–1928), österreichischer Politiker (CS), Landtagsabgeordneter
- Rottensteiner, Alois Franz (1911–1982), österreichischer Kinderbuchautor und Verlagslektor
- Rottensteiner, Diego (* 1984), österreichischer Fußballspieler
- Rottensteiner, Franz (* 1942), österreichischer Publizist
- Rottensteiner, Lilly (* 1997), österreichische Musicaldarstellerin und Sängerin
- Rottensteiner, Manfred (* 1993), österreichischer Fußballspieler
- Rottensteiner, Marco (* 2004), österreichischer Fußballspieler
- Rottensweiler, Heinrich (1834–1893), Schweizer Landschafts- und Portraitmaler und Lehrer
- Rottenwöhrer, Gerhard (* 1943), katholischer Priester und Hochschullehrer
- Rotter, Adrian (1897–1967), österreichischer Diplomat
- Rotter, Alexander (1848–1909), deutscher Theaterschauspieler, Regisseur und Theaterdirektor
- Rotter, Alfred (1886–1933), deutscher Theaterbetreiber
- Rotter, Andrea, deutsche Politikwissenschaftlerin
- Rotter, Ariel (* 1973), argentinischer Drehbuchautor und FilmregisseurAriel Rotter (* 1973)

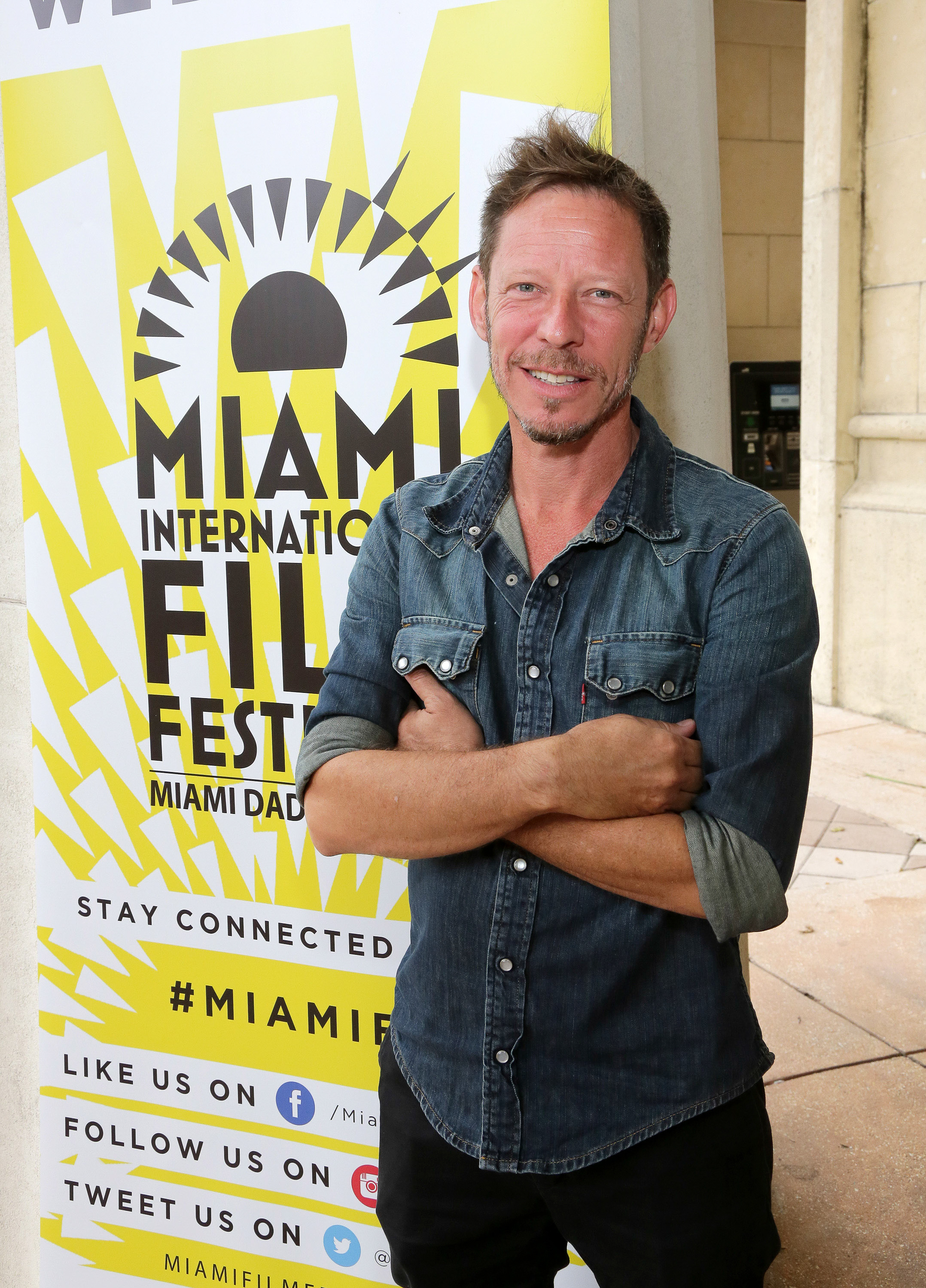
Ariel Rotter (* 1973)

- Rotter, Carl (1895–1968), deutscher Glasschleifer
- Rotter, Curt (1881–1945), österreichischer Volksmusikforscher
- Rotter, Dietrich (1929–1984), deutscher Bergbauingenieur und Hochschullehrer
- Rotter, Dominik (* 1990), österreichischer Fußballspieler
- Rotter, Eberhard (* 1954), deutscher Politiker (CSU), MdL
- Rotter, Ekkehart (* 1948), deutscher Historiker
- Rotter, Emília (1906–2003), ungarische Eiskunstläuferin
- Rotter, Felicie (1916–1982), österreichische Schriftstellerin
- Rotter, Franz (1910–1989), deutscher Bildhauer und Maler
- Rotter, Franz (* 1957), österreichischer Manager
- Rotter, Friedrich (1901–1973), römisch-katholischer Theologe
- Rotter, Fritz (* 1888), deutscher Theaterbetreiber
- Rotter, Fritz (1900–1984), österreichischer Autor und KomponistFritz Rotter (1900–1984)

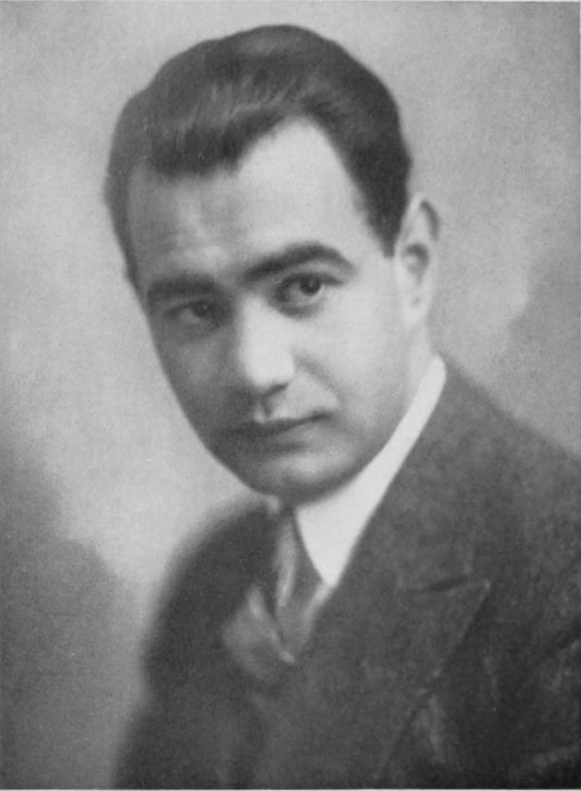
Fritz Rotter (1900–1984)

- Rotter, Gernot (1941–2010), deutscher Orientalist, Islamwissenschaftler, Publizist und Politiker (Bündnis 90/Die Grünen), MdL
- Rotter, Guido (1860–1940), Gründer der Studenten- und Schülerherbergen sowie Pionier auf dem Gebiet des Jugend-Herbergswesens
- Rötter, Günther (* 1954), deutscher Musikwissenschaftler
- Rotter, Hans (1868–1945), österreichischer Politiker (CS), Mitglied des Bundesrates, Heimatforscher
- Rotter, Hans (1932–2014), deutscher römisch-katholischer Theologe
- Rotter, Jacques (1878–1972), österreichischer Tenor
- Rotter, Johann (1905–1973), österreichischer Politiker, Landtagsabgeordneter im Burgenland
- Rotter, Johannes (* 1960), deutscher Schauspieler und Drehbuchautor
- Rotter, Josef (1857–1924), deutscher Chirurg
- Rotter, Julian B. (1916–2014), US-amerikanischer Psychologe
- Rotter, Lina (1892–1975), deutsche Politikerin (SPD), MdL
- Rotter, Ludwig (1810–1895), österreichischer Organist und Komponist
- Rotter, Marie-Therese (* 1987), deutsche Curlerin
- Rotter, Nicole (* 1970), deutsche Medizinerin und Hochschullehrerin
- Rotter, Peter (* 1955), deutscher Politiker (CDU), MdL
- Rotter, Rafael (* 1987), österreichischer EishockeyspielerRafael Rotter (* 1987)

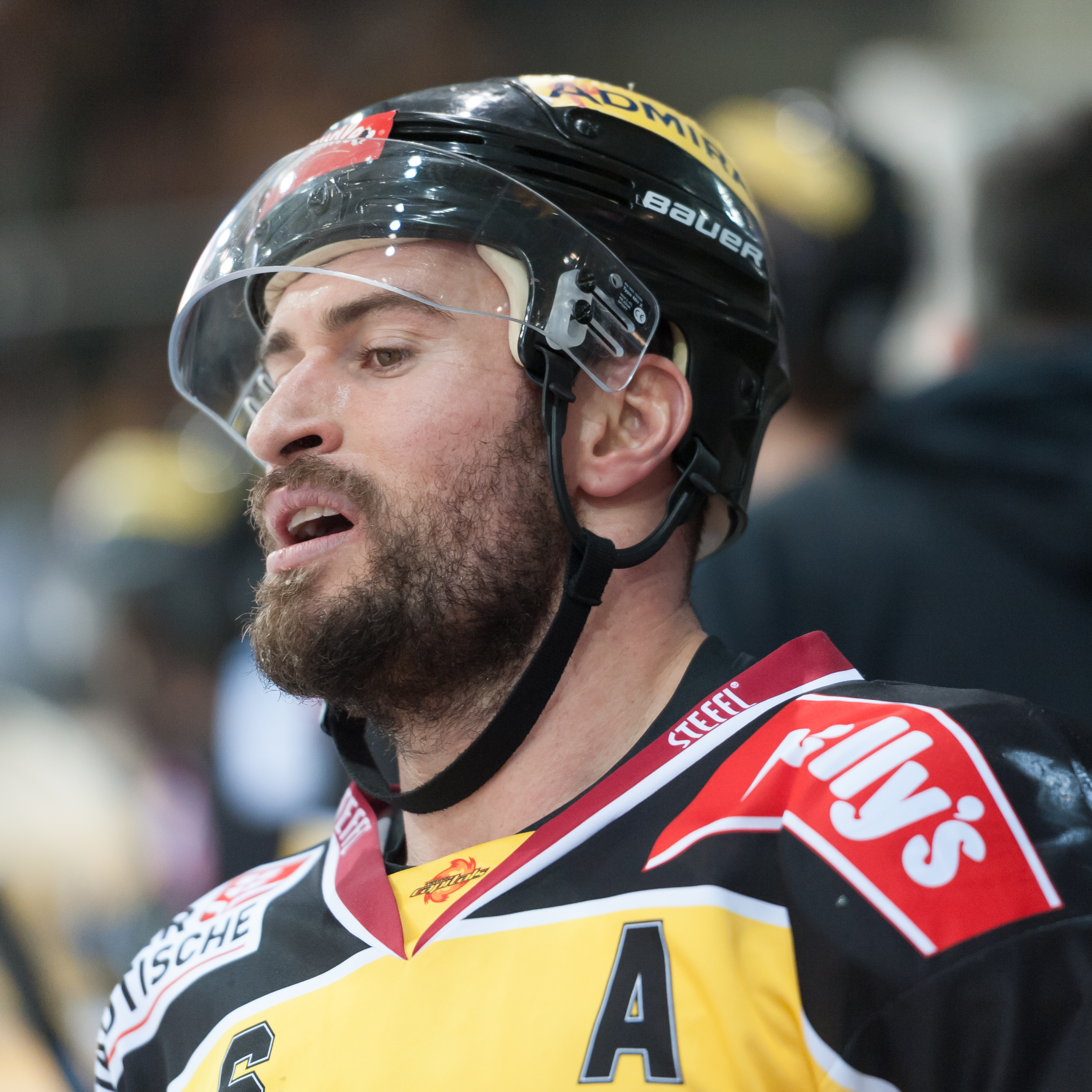
Rafael Rotter (* 1987)

- Rotter, Stephen A., US-amerikanischer Filmeditor
- Rotter, Thomas (* 1992), österreichischer Fußballspieler
- Rotter, Werner (1897–1977), deutscher Pathologe, Hochschullehrer in Costa Rica und Homburg
- Rotter, Wolfgang (1910–2000), deutscher Pathologe und Hochschullehrer
- Rotter-Focken, Aline (* 1991), deutsche Ringerin
- Rotterau, Franz Kiwisch von (1814–1852), Gynäkologe
- Rotterdam, Bernhard (1893–1974), deutscher Architekt
- Rotterdam, Jean Charles van (1759–1834), belgischer Mediziner, Professor und Rektor der Universität Gent
- Rotterdam, Johan van (1825–1877), belgischer Schriftsteller
- Rotterdam, Paul (* 1939), österreichischer Maler
- Rottermann, Philipp (1856–1940), deutscher Schneider und Auswanderer
- Rottermund, Carl (1847–1925), deutsch-baltischer lutherischer Theologe

### Rottg
- Rottgardt, August Hermann (1869–1969), deutscher Autor, Lehrer und Schulrat
- Röttgen, Bernhard (1875–1955), deutscher Priester und Heimatforscher
- Röttgen, Frank (* 1978), deutscher Sommerbiathlet
- Röttgen, Hanns (1887–1970), deutscher Verwaltungsjurist
- Röttgen, Herwarth (* 1931), deutscher Kunsthistoriker
- Röttgen, Norbert (* 1965), deutscher Politiker (CDU), MdBNorbert Röttgen (* 1965)

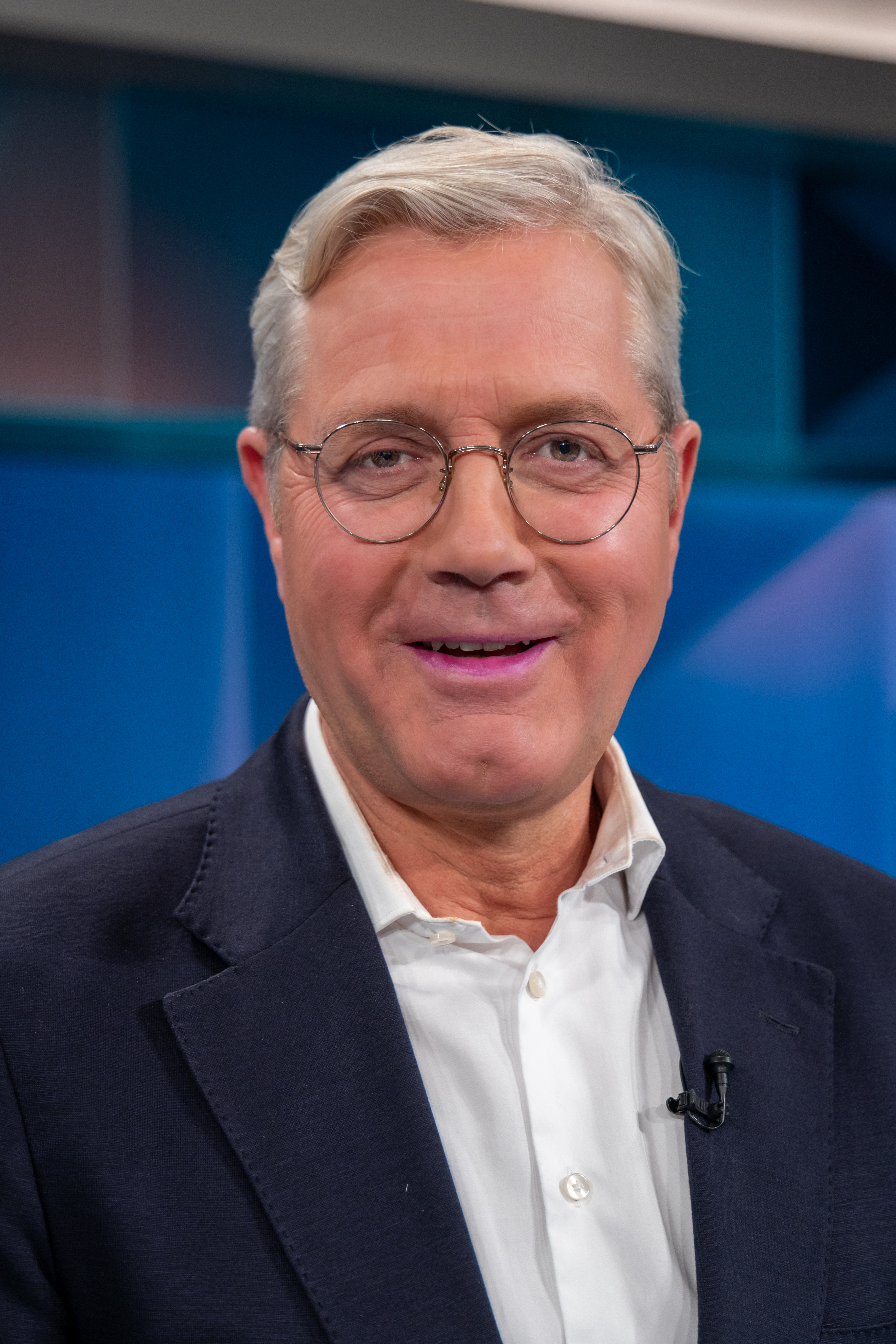
Norbert Röttgen (* 1965)

- Röttgen, Peter (1910–1995), deutscher Neurochirurg
- Röttgen, Wil (* 1966), deutscher Schauspieler
- Röttger, Anette (* 1964), deutsche Politikerin (CDU)
- Röttger, Bernd (* 1950), deutscher Journalist und hessischer Kommunalpolitiker (CDU)
- Röttger, Bernhard Hermann (1891–1972), deutscher Kunsthistoriker
- Röttger, Dieter (1930–2003), deutscher Maler und Grafiker
- Röttger, Ernst (1899–1967), deutscher informeller Maler
- Röttger, Hans († 1627), deutscher Steinmetz und Bildhauer der Renaissance
- Röttger, Heinz (1909–1977), deutscher Komponist und Dirigent
- Rottger, Herman (1881–1917), US-amerikanischer Schauspieler
- Röttger, Johannes (1864–1946), deutscher Bildhauer
- Röttger, Jürgen († 1623), deutscher Bildhauer und Bildschnitzer
- Röttger, Karl (1877–1942), deutscher Schriftsteller
- Röttger, Martin (* 1970), deutscher Cajón-Player und SchlagzeugerMartin Röttger (* 1970)

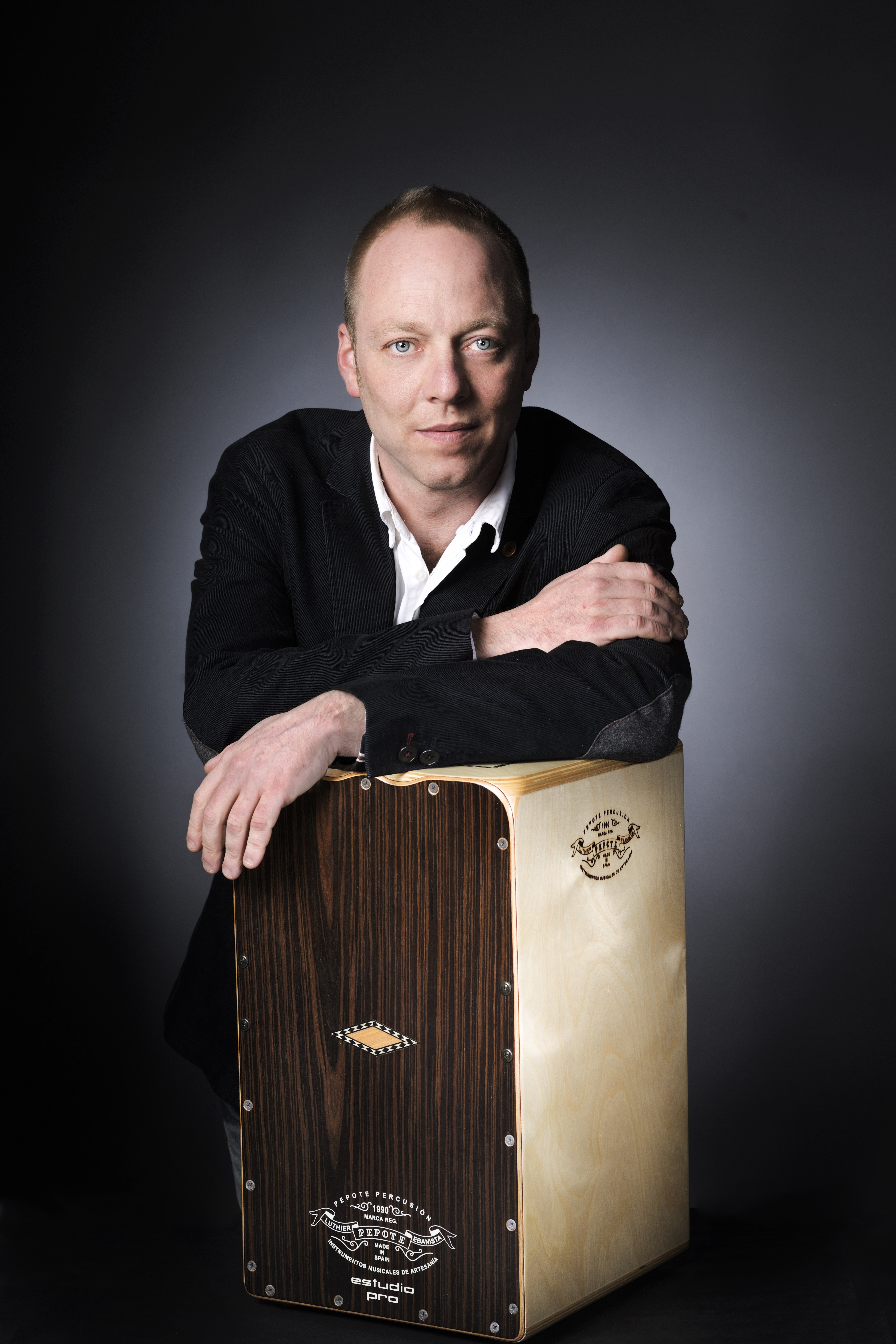
Martin Röttger (* 1970)

- Röttger, Reinhold (1930–2020), deutscher Regisseur und Theaterintendant
- Röttger, Rudolf (1833–1896), deutscher Offizier, Schriftsteller und Erfinder
- Röttger, Timo (* 1985), deutscher FußballspielerTimo Röttger (* 1985)

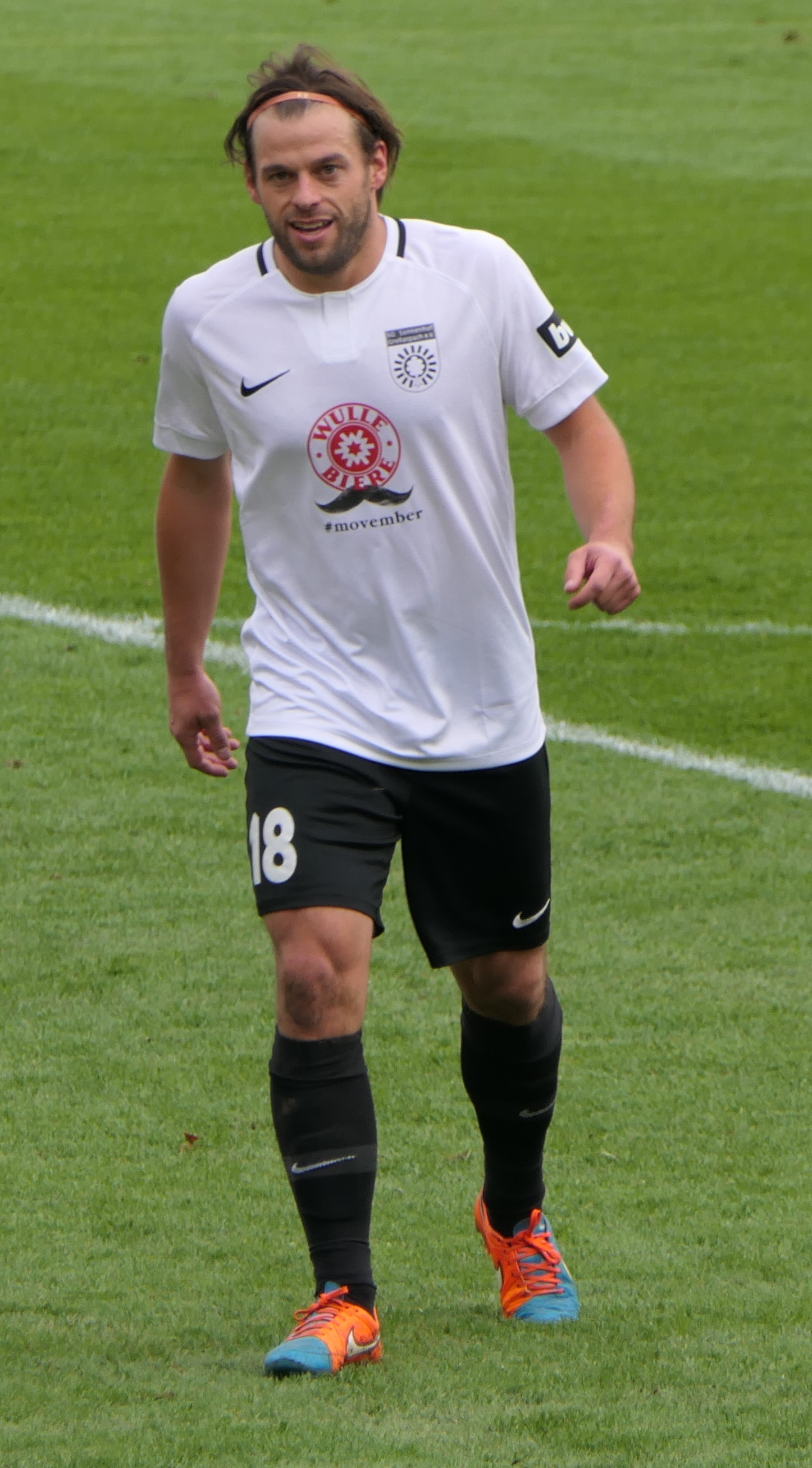
Timo Röttger (* 1985)

- Röttger, Ulrike (* 1966), deutsche Kommunikationswissenschaftlerin
- Röttger, Wilhelm (1894–1946), deutscher Henker
- Röttger, William (1948–2015), deutscher Musikmanager, Labelbetreiber und Galerist
- Röttger, Wolfgang (* 1953), deutscher Politiker (CDU), MdL
- Röttger-Rössler, Birgitt (* 1955), deutsche Ethnologin, Anthropologin und Hochschullehrerin
- Röttgering, Mees (* 2007), niederländischer Tennisspieler
- Röttgering, Wera (* 1944), deutsche Gründerin und Vorsitzende des Vereins Herzenswünsche e.V.
- Röttgermann, Thomas (* 1960), deutscher Fußballfunktionär
- Röttgers, Janko (* 1976), deutscher Journalist und Sachbuchautor
- Röttgers, Kurt (* 1944), deutscher Philosoph und Hochschullehrer

### Rotth
- Rotth, Albrecht Christian (1651–1701), deutscher Theologe
- Rotthoff, Enis (* 1979), deutscher Komponist
- Rotthoff, Esra (* 1981), deutsche bildende Künstlerin und Artdirektorin
- Rotthoff, Eve (* 1939), deutsche Politikerin (CDU), MdL
- Rotthowe, Ludwig (1937–2017), deutscher Eisenbahnfotograf

### Rotti
- Rottier, Freddy (1925–1995), belgischer Jazzmusiker (Schlagzeug)
- Rottier, Martine (* 1955), französische Judoka
- Rottig, Erich (1888–1950), deutscher Steinmetzmeister
- Rottig, Marco (* 1987), deutscher Filmeditor
- Röttiger, Hans (1896–1960), deutscher General der Panzertruppe, erster Inspekteur des Heeres der Bundeswehr
- Röttiger, Wilhelm (1858–1928), deutscher Pädagoge
- Rottigni, Fabrizio (* 1986), italienischer Grasskiläufer
- Rottigni, Pierluigi (* 1947), italienischer Endurosportler
- Rötting, Hartmut (1932–2015), deutscher Historiker und Mittelalterarchäologe
- Rötting, Martin (* 1970), deutscher Religionspädagoge
- Rötting, Meta (1895–1979), deutsche Hausangestellte und Schneiderin
- Rötting, Paul († 1640), kaiserlicher Beamter, Dresdner Ratsherr und Bürgermeister
- Röttinger, Georg (1862–1913), Schweizer Glasmaler
- Röttinger, Heinrich (1869–1952), österreichischer Kunsthistoriker und Bibliothekar
- Röttinger, Johann Jakob (1817–1877), Schweizer Glasmaler
- Röttinger, Sebastian (1537–1608), Ratsadvokat der Freien Reichsstadt Nördlingen, Konsulent der Fränkischen und Schwäbischen Reichsritterschaft und HexenjägerSebastian Röttinger (1537–1608)

Sebastian Röttinger (1537–1608)

### Rottk
- Rottka, Eckart (1934–2018), deutscher Richter und Friedensaktivist
- Rottka, Hans-Ulrich (1895–1979), deutscher Richter
- Rottkamp, Stephan (* 1971), deutscher Theaterregisseur
- Rottke, Nico B. (* 1975), deutscher Wirtschaftswissenschaftler

### Rottl
- Röttl, Herwig (* 1968), österreichischer Leichtathlet
- Rottland, Franz (1934–2014), deutscher Afrikanist
- Rottländer, Johann Joseph (1798–1879), deutscher Politiker
- Rottländer, Rolf C. A. (1932–2016), deutscher Chemiker, Archäometriker und Metrologe
- Rottländer, Yella (* 1964), deutsche Schauspielerin und Kostümbildnerin
- Röttle, Reinhard (* 1965), deutscher Jurist, Generalstaatsanwalt in München
- Rottler, Alfred (1912–2006), deutscher Mediziner, Lyriker und Schriftsteller
- Rottler, Alfred (* 1956), deutscher Priester und Dompropst
- Rottler, Berthold (1748–1826), letzter Fürstabt des Klosters St. Blasien (1801–1806) und Abt des Stifts St. Paul im Lavanttal (1809–1826)
- Rottler, Edmund (* 1966), deutscher Fußballspieler
- Rottler, Eduard († 1899), deutscher Kaufmann und Politiker, MdL
- Rottler, Ulrich (* 1954), deutscher Radrennfahrer
- Rottleuthner, Hubert (* 1944), deutscher Rechtswissenschaftler, Rechtssoziologe und Hochschullehrer
- Rottloff, Andrea (* 1961), deutsche Provinzialrömische Archäologin und Sachbuchautorin

### Rottm
- Rottman, Gordon L. (* 1947), US-amerikanischer Autor
- Rottman, Ryan (* 1984), US-amerikanischer Schauspieler
- Rottmann, Adolph Wilhelm (1616–1689), deutscher evangelischer Theologe
- Rottmann, Bertha (1864–1908), deutsche Malerin
- Rottmann, Carl (1797–1850), deutscher LandschaftsmalerCarl Rottmann (1797–1850)

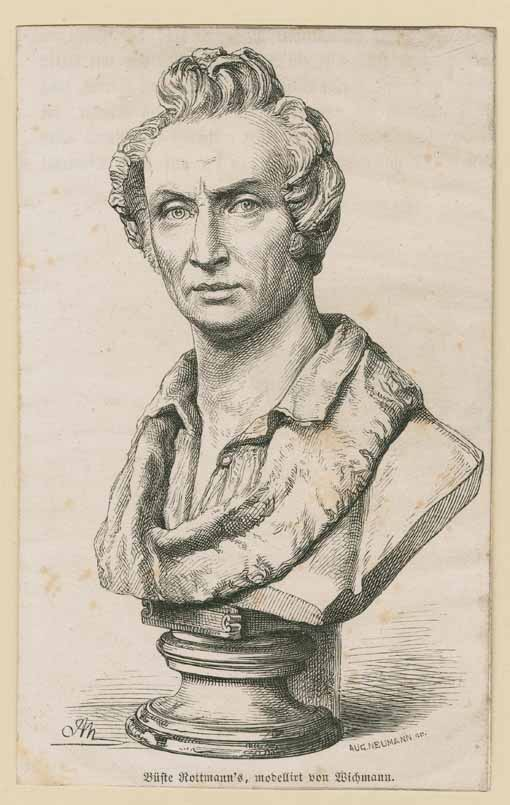
Carl Rottmann (1797–1850)

- Rottmann, Daniel (* 1969), deutscher Theologe und Politiker (AfD), MdL
- Rottmann, Eva (* 1983), deutsche Autorin und Theaterschaffende
- Rottmann, Franz (1905–1984), deutscher Politiker (FDP)
- Rottmann, Friedrich († 1816), deutscher Zeichner, Kupferstecher und Radierer
- Rottmann, Hermann (1871–1932), deutscher Verwaltungsjurist und Bezirksoberamtmann
- Rottmann, Joachim (1925–2014), deutscher Jurist, Richter des Bundesverfassungsgerichts
- Rottmann, Judith (* 2006), deutsche Radsportlerin
- Rottmann, Lara Sophie (* 2002), deutsche Schauspielerin
- Rottmann, Leopold (1812–1881), deutscher Landschaftsmaler
- Rottmann, Manuela (* 1972), deutsche Politikerin (Bündnis 90/Die Grünen), MdB, JuristinManuela Rottmann (* 1972)

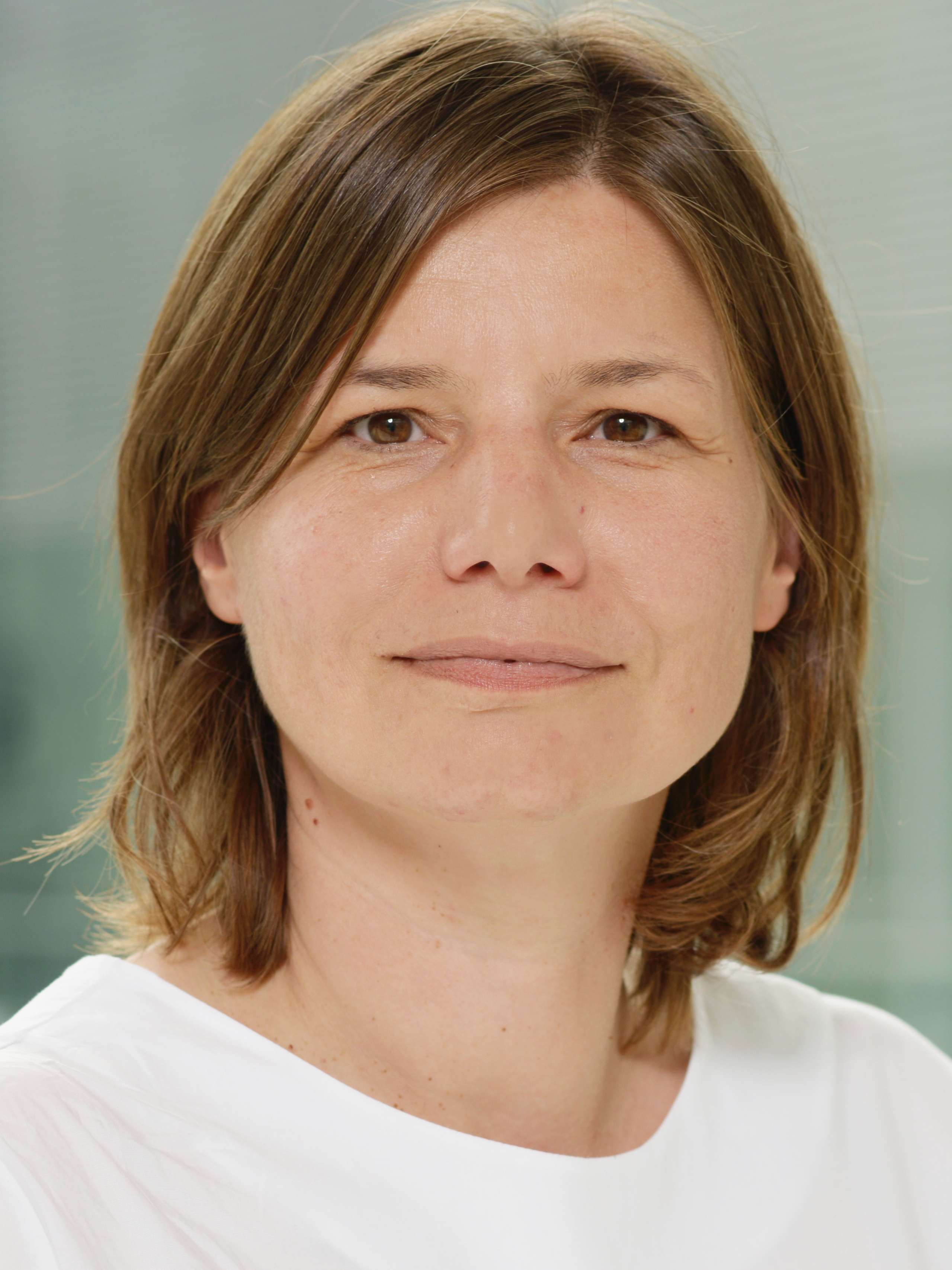
Manuela Rottmann (* 1972)

- Rottmann, Nicole (* 1989), österreichische Tennisspielerin
- Rottmann, Peter Joseph (1799–1881), Hunsrücker Mundartdichter
- Rottmann, Ulla (* 1967), deutsche Tischtennisspielerin
- Rottmann, Willy (* 1924), deutscher Fußballspieler
- Rottmann, Wolfgang (* 1973), österreichischer Biathlet
- Rottmanner, Eduard (1809–1843), deutscher Kirchenmusikkomponist
- Rottmanner, Karl (1783–1824), deutscher Dichter, Philosoph und Politiker
- Rottmanner, Odilo (1841–1907), deutscher Bibliothekar und Stiftsprediger
- Rottmanner, Simon (1740–1813), deutscher Kameralist, Agrarreformer, Jurist, Gutsbesitzer und Autor
- Rottmayr, Jakob (1842–1899), österreichischer Politiker
- Rottmayr, Johann Michael († 1730), österreichischer Barockmaler
- Rottmüller-Wörner, Anita (* 1942), deutsche Leichtathletin und Olympiateilnehmerin

### Rottn
- Rottner, Jean (* 1967), französischer Politiker (UMP)
- Rottner, Stefan (* 1958), deutscher Koch
- Rottner, Valentin (* 1988), deutscher Koch

### Rotto
- Rottoli, Lorenzo (* 2002), italienischer Tennisspieler
- Rottonara, Gisela (1873–1943), österreichische Malerin
- Rottonara, Susy (* 1979), ladinische Musikkünstlerin
- Rottorp, Claus von, deutscher Heerführer

### Rottr
- Rottra, Friedrich (1821–1903), badischer Landtagsabgeordneter und Teilnehmer an der badischen Revolution 1848

### Rotts
- Rottschäfer, Corine (1938–2020), niederländisches Fotomodell und Miss World 1959
- Rottschalk, Gerda (1920–2001), deutsche Journalistin und Schriftstellerin
- Rottschalk, Gregor (* 1945), deutscher Radiomoderator und AutorGregor Rottschalk (* 1945)

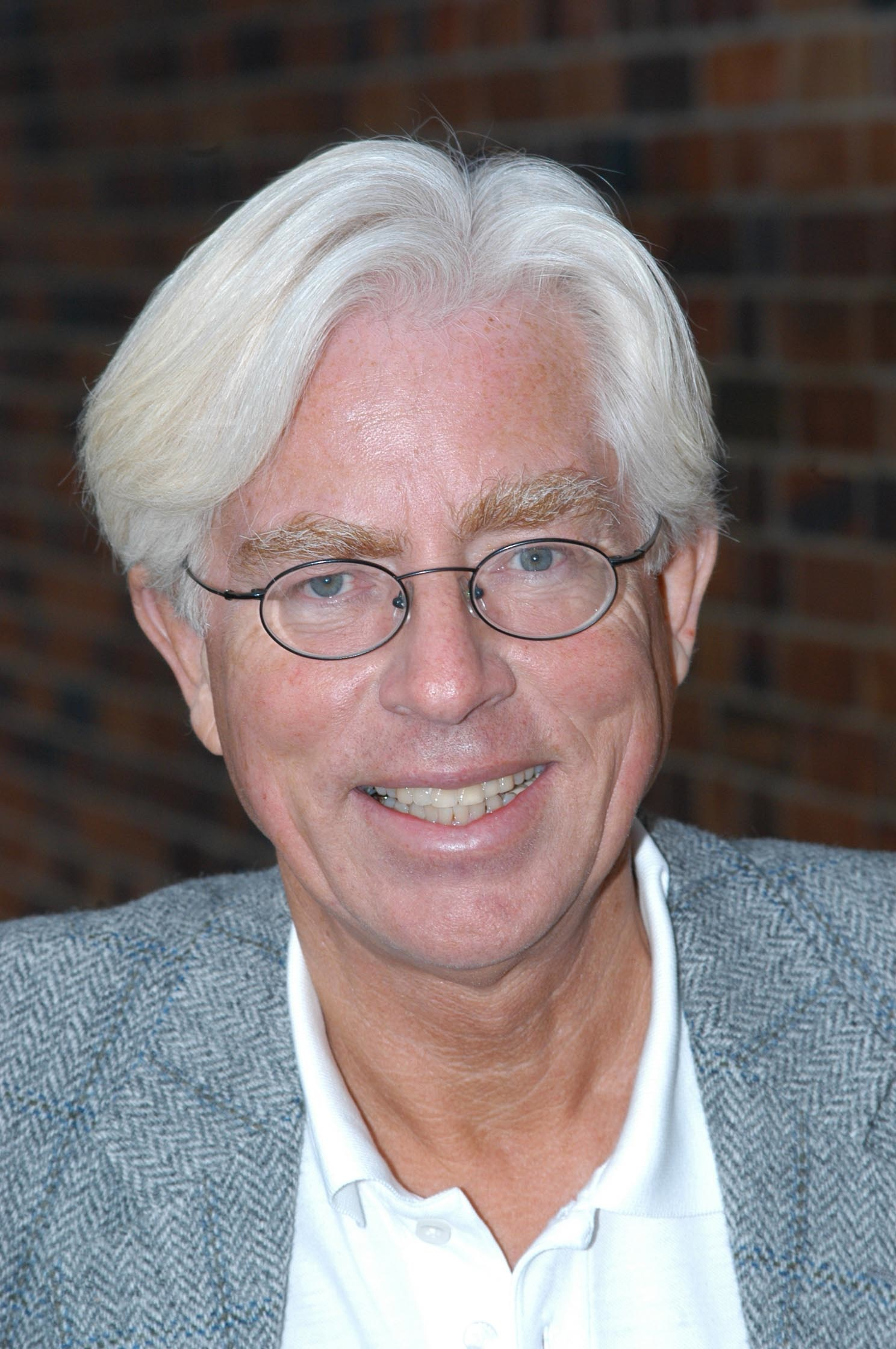
Gregor Rottschalk (* 1945)

- Rottsieper, Wolfgang (1919–1973), deutscher Schauspieler und Hörspielsprecher
- Rottstedt, Vivien (* 1993), deutsche Politikerin (AfD)

### Rottw
- Rottwilm, Philipp (* 1984), deutscher Politiker (SPD)
- Rottwinkel, Klaus De (* 1958), deutscher Schriftsteller und Fernsehautor